# Nikolaj Arabov
Nikolaj Aszenov Arabov (bolgárul: Николай Aсенов Арабов, Szliven, 1953. november 14. – ) bolgár válogatott labdarúgó, edző.

## Pályafutása

### Klubcsapatban
1971 és 1986 között az FK Szliven játszott. Az 1987–88-as szezonban Cipruson az Anagénniszi Derúniasz játékosa volt. 1988-ban a Lokomotiv Plovdiv, 1988 és 1990 között a Szpartak Pleven, 1990 és 1991 között az FK Pavlikeni, az 1992–92-as idényben a FK Szliven csapatát erősítette. 1993 és 1994 között az albán KF Tirana tagja volt, melynek színeiben 1994-ben megnyerte az albán kupát. 

### A válogatottban
1976 és 1986 között 42 alkalommal szerepelt a bolgár válogatottban. Részt vett az 1986-os világbajnokságon.

### Edzőként
2001-ben a Partizani Tirana, 2002-ben a Flamurtari Vlorë vezetőedzője volt.

## Sikerei, díjai

### Játékosként
KF Tirana
- Albán kupagyőztes (1): 1993–94